# Bush (gruppo musicale)
I Bush sono un gruppo musicale inglese attivo dal 1992.
La loro formazione attuale è composta dal cantante e chitarrista ritmico Gavin Rossdale, dal batterista Robin Goodridge, dal chitarrista Chris Traynor e dal bassista Corey Britz.
Nel 1994, I Bush ebbero un grande successo con l'uscita del loro album di debutto, Sixteen Stone, che ha ricevuto la certificazione di 6 dischi di platino dalla RIAA.
I Bush hanno avuto numerosi singoli top ten nelle classifiche di Billboard e un album al primo posto con Razorblade Suitcase nel 1996. La band si sciolse nel 2002 ma si riformò nel 2010, e ha pubblicato sei album da allora: The Sea of Memories (2011), Man on the Run (2014), Black and White Rainbows (2017), The Kingdom (2020),  The Art of Survival (2022) e I Beat Loneliness (2025).

## Storia del gruppo
Nel dicembre del 1992 il cantante e chitarrista Gavin Rossdale e il chitarrista Nigel Pulsford si incontrarono ad un concerto in un club di Londra e decisero di cominciare a suonare insieme, dando vita ad un sound aggressivo ed energetico ma allo stesso tempo melodico, frutto della mediazione delle loro svariate influenze musicali tra le quali emergeva il rock alternativo americano stile Pixies e Nirvana. I due formarono una nuova band che chiamarono "Future Primitive". Descrivendo i primi suoni del gruppo, un dirigente della casa discografica britannica disse anni dopo: «Non erano quello che sono oggi - erano un po' come il lato più commerciale degli INXS». La coppia ha poi reclutato il bassista Dave Parsons e il batterista Sacha Gervasi per completare la line-up. Il gruppo scelse presto il nome "Bush", prendendo il nome da Shepherd's Bush, a Londra, dove vivevano i membri della band.

### Sixteen Stonee il successo (1994)
Assistendo ad un loro concerto, il batterista Robin Goodridge rimane affascinato dal suono della band e propone al gruppo di entrarvi a far parte in sostituzione di Sacha Gervasi, da lui ritenuto scadente. Ottiene il ruolo ed alla fine del 1993 il gruppo firma un contratto discografico con la neonata Trauma Records ed incide il primo album Sixteen Stone con i produttori Clive Langer e Alan Wistanley, album che venderà otto milioni di copie in cinque anni.
Da Sixteen Stone viene estratto un fortunato singolo, Everything Zen, il cui video diretto da Matt Mahurin entra in heavy rotation sull'emittente televisiva musicale MTV e conquista i primi posti delle classifiche alternative.
Il successo di Everything Zen si ripete con altre canzoni estratte dall'album d'esordio, in particolare con Glycerine e Comedown. Le radio rock trasmettono massicciamente i brani dei Bush, nel frattempo impegnati in ben 230 concerti negli Stati Uniti per la promozione dell'album. Il numero di fan cresce vertiginosamente, coadiuvato dall'esposizione mediatica fornita al gruppo da riviste come Rolling Stone e Details.

### Razorblade Suitcase(1996)
Terminato il tour di Sixteen Stone nel maggio del 1996 con due memorabili concerti a Red Rocks, i Bush cominciano subito a lavorare al secondo album Razorblade Suitcase. Si avvalgono dell'esperienza dell'ingegnere del suono e produttore Steve Albini ed incidono i tredici brani del disco nello Studio Due di Abbey Road.
L'album debutta direttamente al primo posto della classifica di Billboard nel novembre del 1996, spinto dai singoli (e relativi video) Swallowed, Greedy Fly e Cold Contagious. Tutto l'album è permeato da una sorta di introspezione di fondo che si contrappone all'urgenza di Sixteen Stone; gli arrangiamenti si fanno più ricercati e le dinamiche molto più varie. Nonostante questo, parte della critica continua ad esprimere sul gruppo opinioni poco lusinghiere, etichettando i Bush come una copia poco originale dei Nirvana.
Il successivo album, uscito nel 1997, si intitola Deconstructed e contiene una serie di remix dei singoli di maggior successo.

### The Science of Things(1999)
La svolta per la band arriva nel 1999 con l'album The Science of Things, album in cui i Bush operano una profonda sperimentazione sui brani e rivolgono profondamente il loro suono alla musica elettronica, includendo nelle canzoni sample vari, drum-machines e loops. Brani quali The Chemicals Between e Use Warm Machine conservano l'energia degli esordi ma si arricchiscono di arrangiamenti mentre il terzo singolo estratto Letting The Cables Sleep presenta sonorità più intimiste e scure.
Nell'estate dello stesso anno si esibiscono come headliner al festival Woodstock 1999. Parte della loro esibizione venne inserita nell'omonima compilation.

### Golden Statee scioglimento (2001)
Alla fine del 2001, il gruppo ritorna al suono delle origini con l'album Golden State, da cui vengono estratti tre singoli: The People That We Love, Headful of Ghosts e Inflatable. Al tour promozionale di Golden State si unisce il chitarrista degli Helmet Chris Traynor che alcuni mesi dopo sostituirà il chitarrista fondatore Nigel Pulsford, allontanatosi dalla band per trascorrere più tempo con la propria famiglia.
Il frontman Gavin Rossdale (nel frattempo sposatosi con la cantante dei No Doubt Gwen Stefani) pur non escludendo in futuro un possibile nuovo lavoro dei Bush, decide tuttavia di impegnarsi a tempo pieno con gli Institute e alla sua nascente carriera d'attore (da ricordare la partecipazione al film Zoolander con Ben Stiller e a Constantine con Keanu Reeves).

### Reunion eThe Sea of Memories(2010)
Il 22 giugno 2010 è stato annunciato che i Bush avrebbero suonato per la prima volta dopo otto anni al secondo festival annuale di Epicentre Music Festival, a Fontana, in California, il 25 settembre 2010. I membri fondatori Nigel Pulsford e Dave Parsons decisero di non riunirsi alla band, con Rossdale che affermava:
«Ho parlato molto con Nigel e ogni volta che faccio un disco gli chiedo di farlo. È felice e non è qualcosa che voleva fare - ha una famiglia. Ho parlato con Dave. Sono rimasto sorpreso perché pensavo che lo avrebbe fatto. Ci pensò per il fine settimana e poi disse che non poteva. Non voleva impegnarsi e poi tornare indietro - non sapeva per quanto tempo avrebbe potuto stare in un tour. Richiede una quantità assurda di energie.»
I successori di Pulsford e Parsons furono rispettivamente Chris Traynor e Corey Britz. Traynor aveva anche partecipato a Pulsford durante il Golden State Tour. La nuova line-up ha suonato sette spettacoli nel 2010, eseguendo brani dei precedenti quattro album dei Bush e una nuova canzone, Afterlife.
Gavin ha annunciato alla radio che il loro nuovo album era stato intitolato  The Sea of Memories ed è stato rilasciato a settembre e ha raggiunto la posizione numero 18 della Billboard 200. Il primo singolo dell'album, The Sound of Winter è stato pubblicato nel Luglio 2011 e ha raggiunto il primo posto nella classifica di Billboard Alternative Songs. Il secondo singolo tratto dall'album è Baby Come Home.
Il 19 novembre 2011, I Bush hanno suonato in un live set per Guitar Center Sessions su DirecTV. L'episodio includeva un'intervista con il programma ospite, Nic Harcourt.
La canzone Into The Blue è stata inclusa nell'album della colonna sonora di The Avengers, pubblicato il 1º maggio 2012. Sono stati in tour con i Nickelback nel loro tour in supporto all'album Here and Now.

### Man on the Run(2014)
Il 26 marzo 2014 i Bush, con il produttore Nick Raskulinecz, hanno iniziato a registrare il sesto album in studio. Man on the Run esce il 18 agosto 2014. L'album contiene i singoli The Only Way Out e Loneliness Is a Killer. La band è poi partita per un tour all'inizio del 2015.

### Black and White Rainbows(2017)
Il 10 marzo 2017 esce Black and White Rainbows, prodotto da Bob Rock, è il settimo album in studio per la band. Contiene i singoli Mad Love, Lost in You e The Beat of Your Heart. L'album ha ricevuto critiche contrastanti ma ha ottenuto un buon riscontro commerciale.
È uscita inoltre una edizione deluxe contenenti nuovi brani e versioni estese di alcuni già presenti nella prima edizione.
Il 2 aprile 2018 è stata annunciata per l'estate una tournée negli Stati Uniti d'America intitolata Revolution 3 Tour al quale si esibiranno come headliner insieme agli Stone Temple Pilots e ai The Cult.
Rossdale recentemente rivelato che sta lavorando su del materiale definito "più pesante" rispetto alle recenti produzioni in previsione di un prossimo album.

### The Kingdom(2020)
Il 17 luglio 2020 esce The Kingdom, l'ottavo album in studio della band. Per l'occasione il 18 luglio 2020 viene organizzato un concerto in live streaming sul loro sito web ufficiale. L'ospite di MTV e veterano dell'industria musicale Matt Pinfield ospita i festeggiamenti pre- e post-spettacolo.

## Formazione

### Formazione attuale
- Gavin Rossdale – voce, chitarra (1992-2002, 2010-presente)
- Chris Traynor – chitarra (2001-2002, 2010-presente), violoncello (2010-presente)
- Corey Britz – basso, tastiere, cori (2010-presente)
- Robin Goodridge – batteria (1992-2002, 2010-presente)

### Ex componenti
- Nigel Pulsford – chitarra, cori (1992-2002)
- Dave Parsons – basso (1992-2002)
- Sacha Gervasi – batteria, percussioni (1992)
- Amir – batteria, percussioni (1992)
- Spencer Cobrin – batteria, percussioni (1992)

Turnisti
- Sacha Putnam – tastiere, cori, programmazione (1999-2002)
- Sibyl Buck – basso, cori (2012-presente)

## Discografia

### Album in studio
- 1994 – Sixteen Stone
- 1996 – Razorblade Suitcase
- 1999 – The Science of Things
- 2001 – Golden State
- 2011 – The Sea of Memories
- 2014 – Man on the Run
- 2017 – Black and White Rainbows
- 2020 - The Kingdom
- 2022 - The Art of Survival
- 2025 - I Beat Loneliness

### Raccolte
- 2005 – The Best of '94 - '99

### Album dal vivo
- 2005 – Zen X Four

### Remix
- 1997 – Deconstructed

### Apparizioni in compilation
- 1999 – Woodstock 1999

### Singoli
- 1994 – Everything Zen
- 1995 – Little Things
- 1995 – Comedown
- 1995 – Glycerine
- 1996 – Machinehead
- 1996 – Swallowed
- 1997 – Greedy Fly
- 1997 – Bonedriven
- 1997 – Cold Contagious
- 1997 – Mouth (The Stingray Mix)
- 1999 – The Chemicals Between Us
- 2000 – Warm Machine
- 2000 – Letting the Cables Sleep
- 2001 – The People That We Love
- 2001 – Headful of Ghosts
- 2002 – Inflatable
- 2010 – Afterlife
- 2011 – The Sound of Winter
- 2012 – Baby Come Home
- 2014 – The Only Way Out
- 2014 – Loneliness Is a Killer
- 2017 – Mad Love
- 2017 – Lost in You
- 2017 – The Beat of Your Heart
- 2018 – This Is War